# 11.08.73
Albums de La Canaille
La Nausée
(2014)
11.08.73 est le quatrième album du groupe de rap français La Canaille, porté par Marc Nammour, sorti le 9 juin 2017 sur le label Modulor Records. Le titre de l'album fait référence à la date du 11 août 1973 considérée comme le « jour de naissance » de la musique hip-hop grâce à la prestation de DJ Kool Herc, lors d’une fête de quartier (ainsi considérée comme la première Block party hip-hop du Bronx), au pied de son immeuble, au 1520 Sedgwick Avenue à New York,.

## Titres de l'album
- Zguenectikut – 1 min 18 s
- Connecté (ft. Mike Ladd) – 4 min 41 s
- 11.08.73 – 4 min 26 s
- Sale Boulot – 3 min 51 s
- Je procrastine – 3 min 47 s
- République – 3 min 24 s
- Parler aux inconnus (ft. Lucio Bukowski) – 4 min 20 s
- Rhôde avec l'équipe – 4 min 41 s
- Du bruit (ft. JP Manova) – 4 min 06 s
- Jour de fête – 3 min 48 s
- Accalmie – 3 min 16 s

## Musiciens
- Marc Nammour, chant
- Valentin Durup, guitare
- Jérôme Boivin, guitare basse
- Alexis Bossard, batterie

## Accueil de la critique
Pour L'Humanité, cet album est « un disque nécessaire, qui fait honneur au hip-hop ». Les webzines soulignent « le flow roboratif et [le] spoken word à haute teneur en politique » de Marc Nammour et son fort engagement.